# إيزابيلا جاكوبسن
إيزابيلا جاكوبسن (24 ديسمبر 1997 - ) (بالدنماركية: Isabella Jacobsen)‏ هي لاعبة كرة يد دانمركية. لعبت مع أجاكس هيروز.

## وصلات خارجية
- إيزابيلا جاكوبسن على موقع الاتحاد الأوروبي لكرة اليد (الإنجليزية)